# Belo Horizonte
Belo Horizonte és la capital de l'estat brasiler de Minas Gerais des de l'any 1897, substituint la ciutat colonial d'Ouro Preto. Fou planejada per l'enginyer Araão Reis entre els anys 1894 i 1897, i fou la primera ciutat moderna brasilera planejada. És la sisena ciutat del país en població total, després de São Paulo, Rio de Janeiro, Salvador, Brasília i Fortaleza. Seva àrea metropolitana té 5 milions d'habitants. Està situada a 716 km de Brasília, 586 km de la ciutat de São Paulo, 444 km de la ciutat del Rio de Janeiro i la 858 m d'altitud sobre el nivell de la mar.

## Història

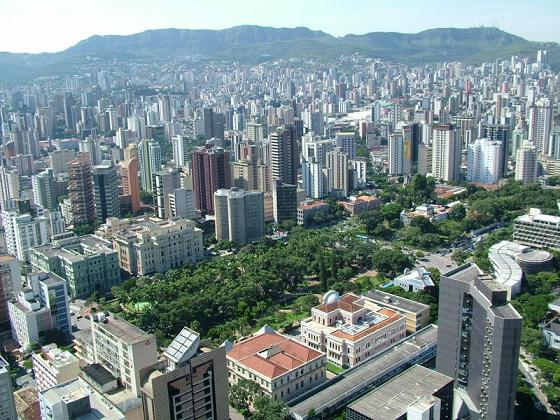
La ciutat de Belo Horizonte.

La ciutat es va originar d'una freguesia petita anomenada Curral del Rei, fundat per João Leite da Silva Ortiz, que ha considerat el clima de la regió agradable, i allí s'ha establit. En el local, en les faldilles de las muntanyas Serra do Curral, va ser creat en 1750 per ordre de la Corona Portuguesa el districte de Nostra Senyora del bon Viatge del Curral del-Rei. El districte era llavors sigueu de la freguesia del mateix nom, instituïda de fet en 1718 entorn de la capella allí construïda per Francisco Homem del-Rei. La freguesia va ser instituïda oficialment en 1748.
A la fi del segle xix, la llavors capital de Minas Gerais, Ouro Preto, presentava dificultats d'acomodar una expansió urbana, a causa de la seva localització. Això va generar la necessitat de la transferència de la capital per a un altre lloc. Després de conèixer el parer de l'enginyer Aarão Reis, es va optar per la regió de l'actual Belo Horizonte.
El territori del municipi va ser separat de la ciutat de Sabará i inicialment va ser denominada Cidade de Minas. La capital de l'estat va ser oficialment transferida en 12 de desembre de 1897 durant el govern de Crispim Jacques Bias Fortes, ja amb el nom de Belo Horizonte.

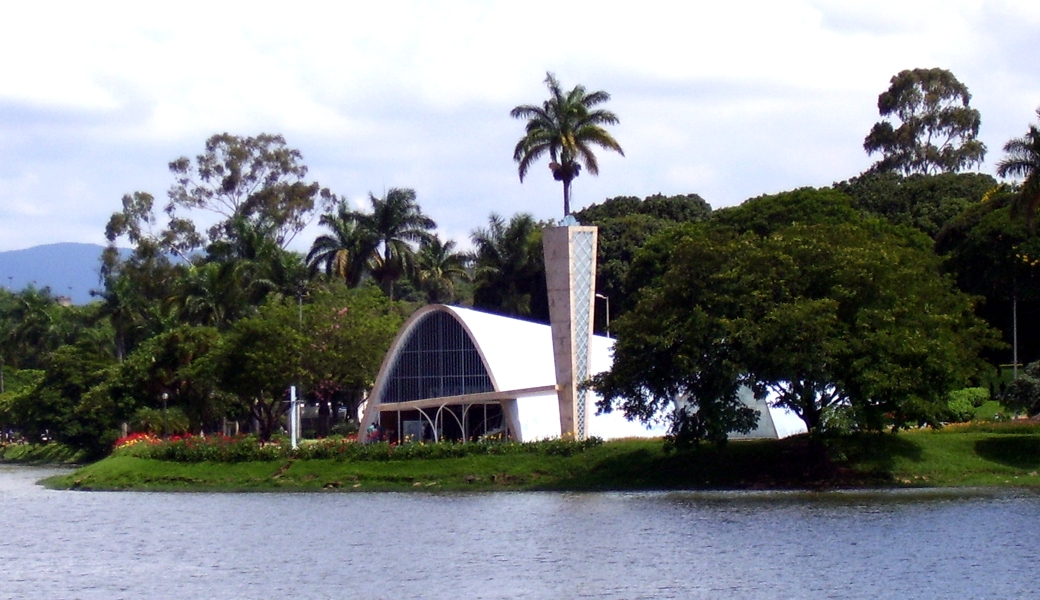
Capella de Sant Francesc d'Assís, en el parc de Pampulha

Als anys 1940 fou creat en la regió de Pampulha, juntament a un llac artificial, un parc que va rebre la construcció de la capella de Sant Francesc d'Assís, un dels primers projectes del conegut arquitecte brasiler Oscar Niemeyer. El Parque da Pampulha és avui una de les més cèlebres targetes postals de Belo Horizonte.

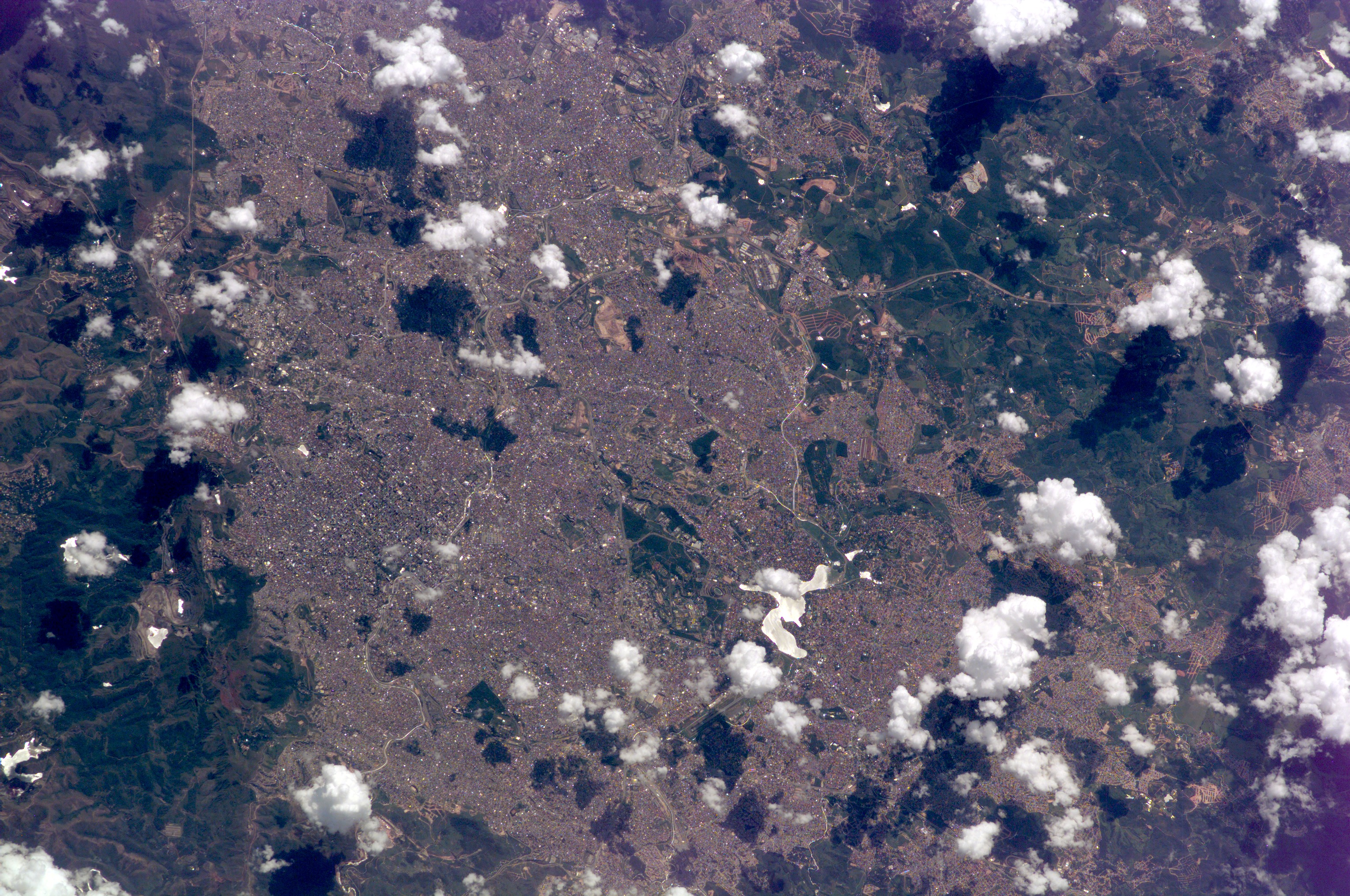
Imatge de satèl·lit de la ciutat de Belo Horizonte

## Economia
La ciutat és un important centre comercial i bancari, i el principal centro de distribució i processament d'una regió amb importants activitats d'agricultura i mineria, així com un important pol industrial. Entre els principals productes estan els derivats d'acer, tèxtils, aliments i begudes. També ve sent reconeguda com a important centre de biotecnologia, informàtica i medicina, i alberga importants esdeveniments en diverses àrees. També és un gran centre cultural, amb grans universitats, museus, biblioteques, espais culturals, i una de les més animades vides nocturnes del país.
Les ciutats de la seva àrea metropolitana tenen importants indústries (metal·lúrgiques, tèxtils, aliments, begudes, automòbils). Un exemple és la ciutat de Betim, on hi ha la fàbrica de la Fiat en el Brasil.